# Carcan
Pour les articles homonymes, voir Carcan (homonymie).

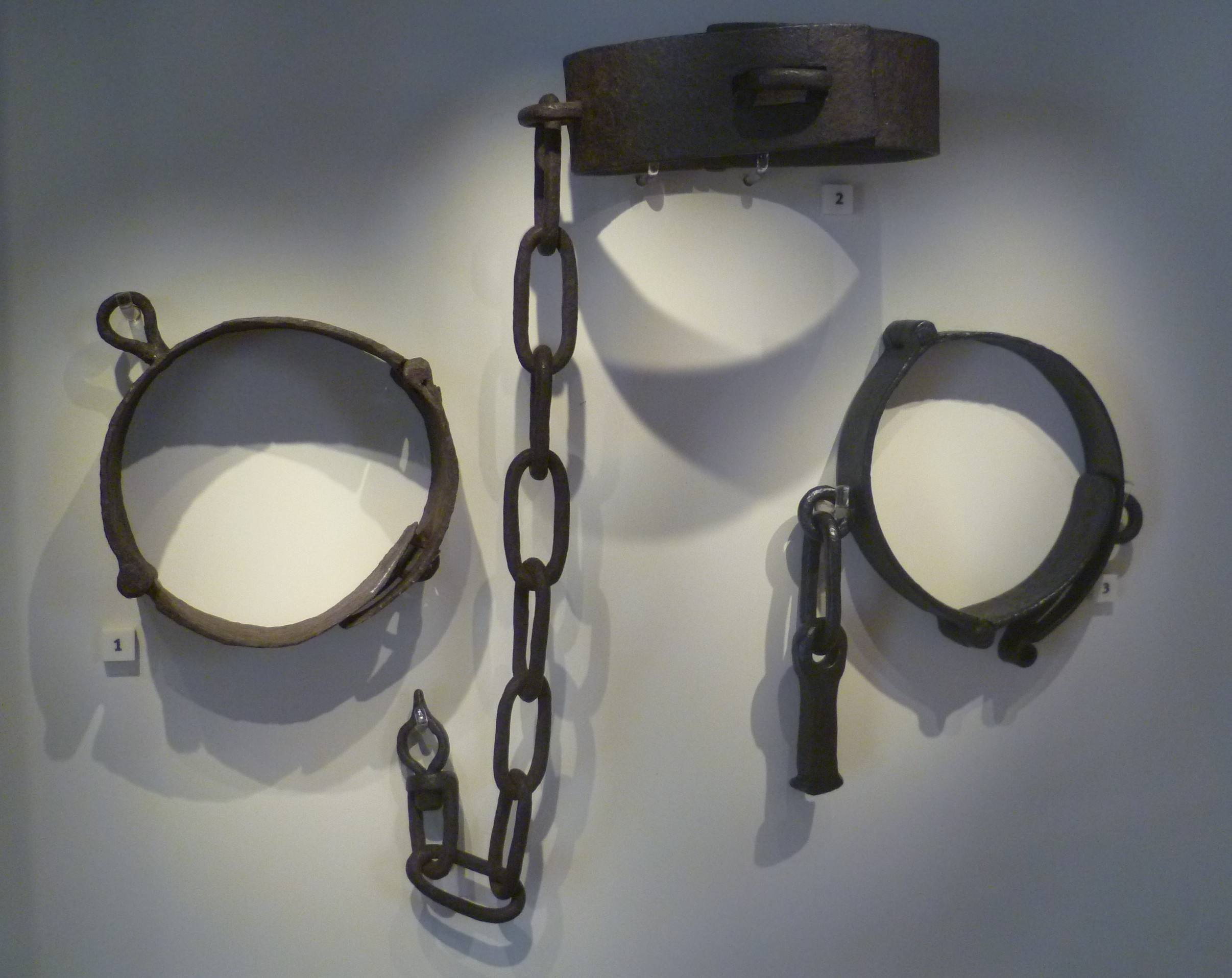
Colliers scellés autrefois au mur d’une église (musée national d'Écosse).

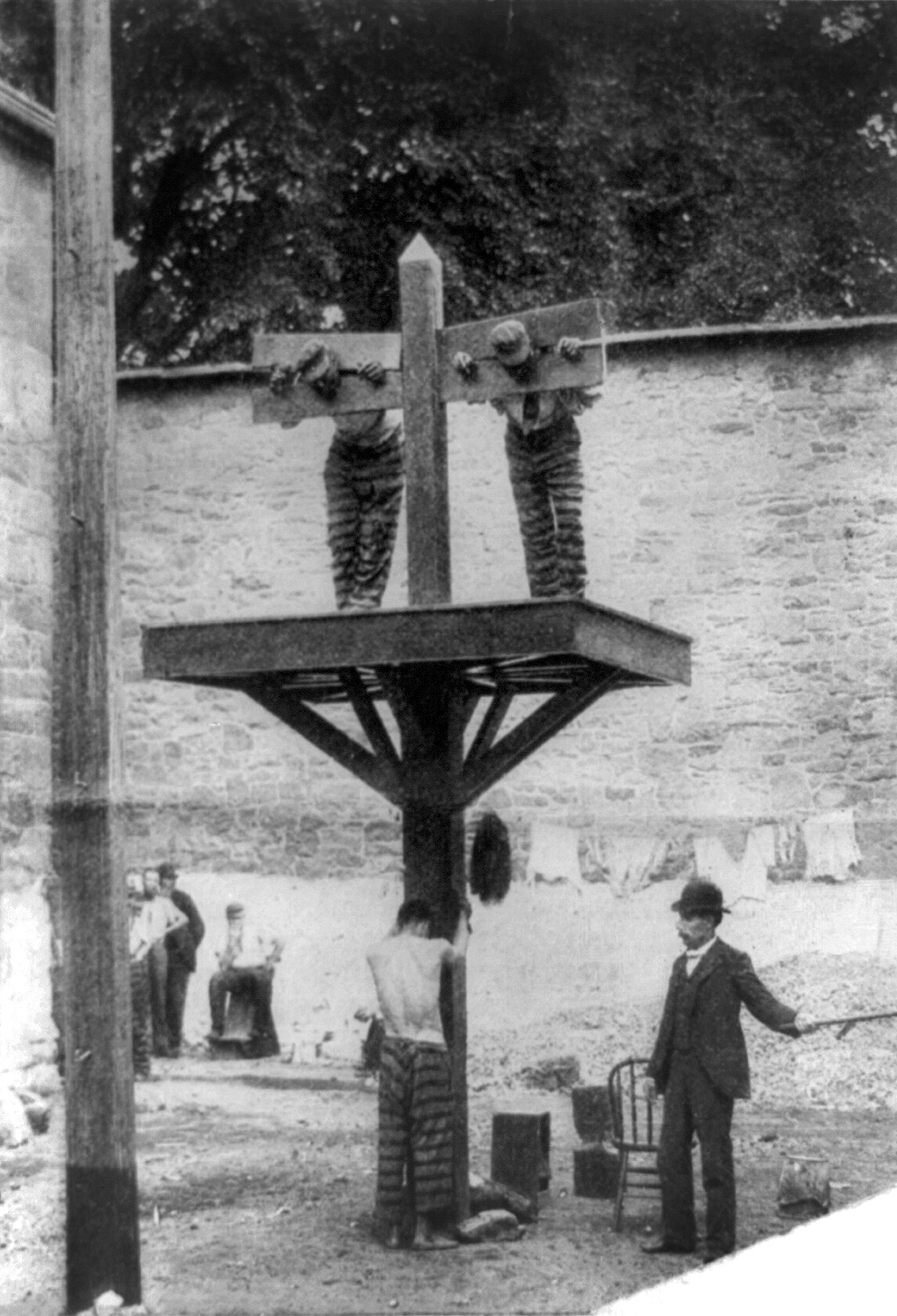
Pilori muni de carcans dans lesquels sont passés les bras et la tête de prisonniers dans le Delaware (vers 1907).

Le carcan était un collier métallique placé autour du cou d'un condamné, ou un dispositif en bois avec des trous pour sa tête et ses mains, exposant le criminel à l'infamie d'une humiliation publique.

## Usage
Le carcan est fixé à un poteau (le pilori) ou à un mur, généralement dans un lieu public très fréquenté, comme la place de l'église dans les villes et villages. En France, sous l'Ancien Régime, il est un signe de haute justice qui ne sert pas à mettre à mort. Il est également appelé « signe patibulaire », à ne pas confondre avec les fourches patibulaires et les échelles patibulaires (ou pilori).

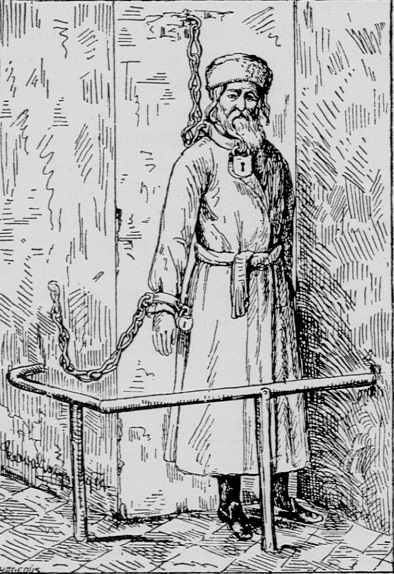
Illustration d'un « condamné » exposé au public.
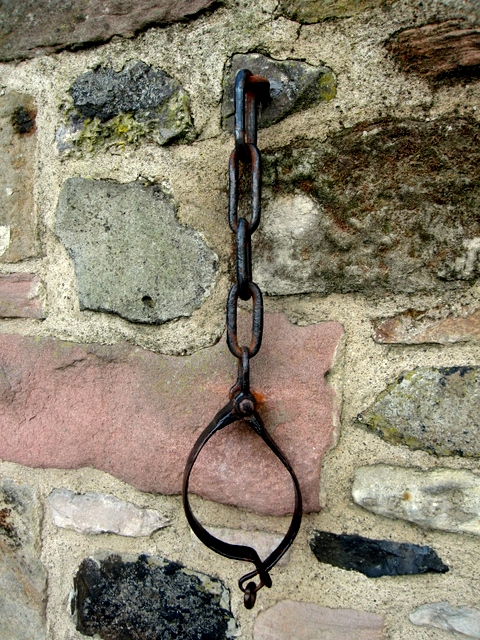
Les carcans de l'église de Duddingston (Écosse), installés par décret pour les mendiants et condamnés à partir de 1593.
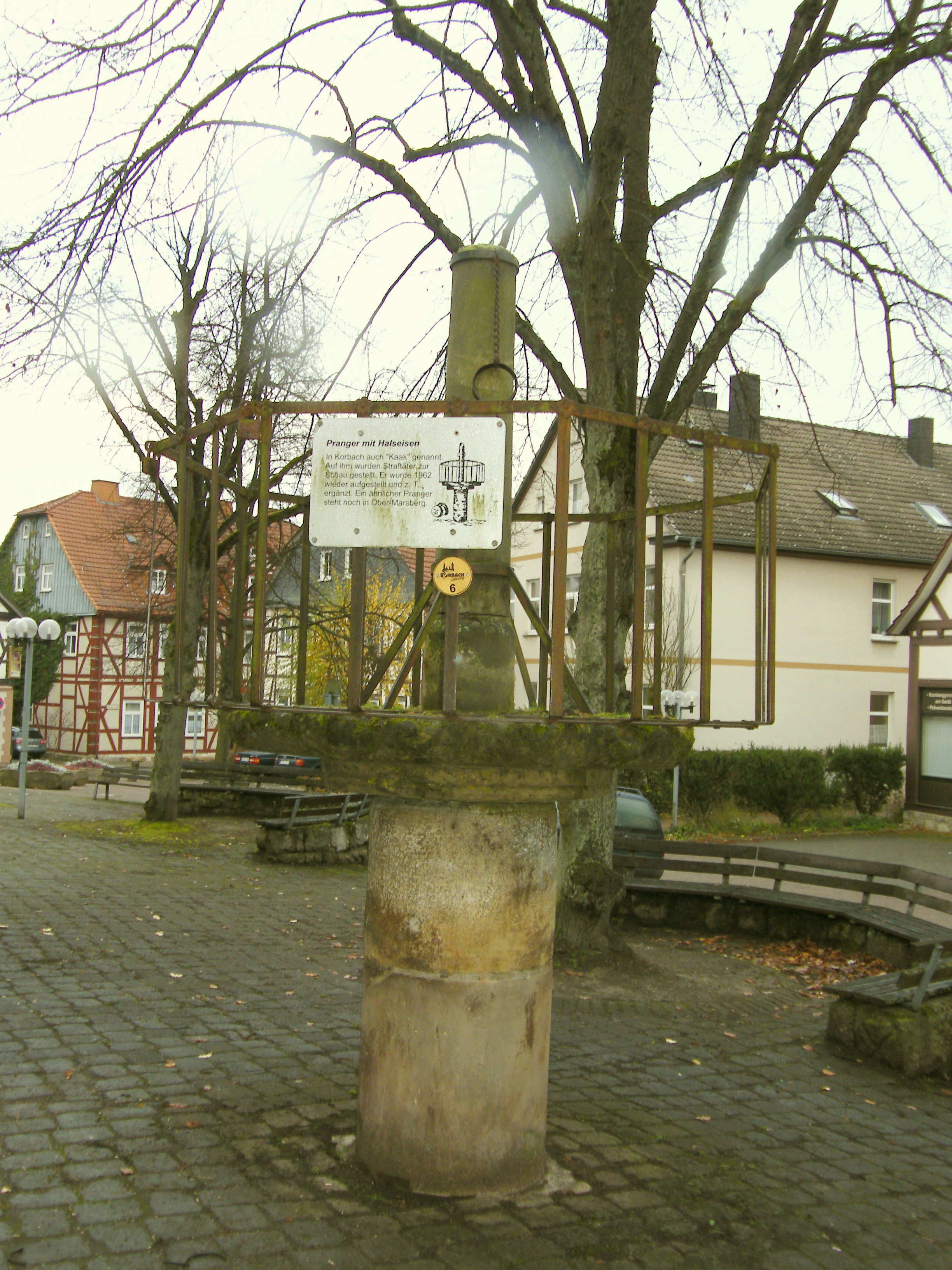
Pilori doté de carcans sur la place du marché à Korbach (Allemagne).
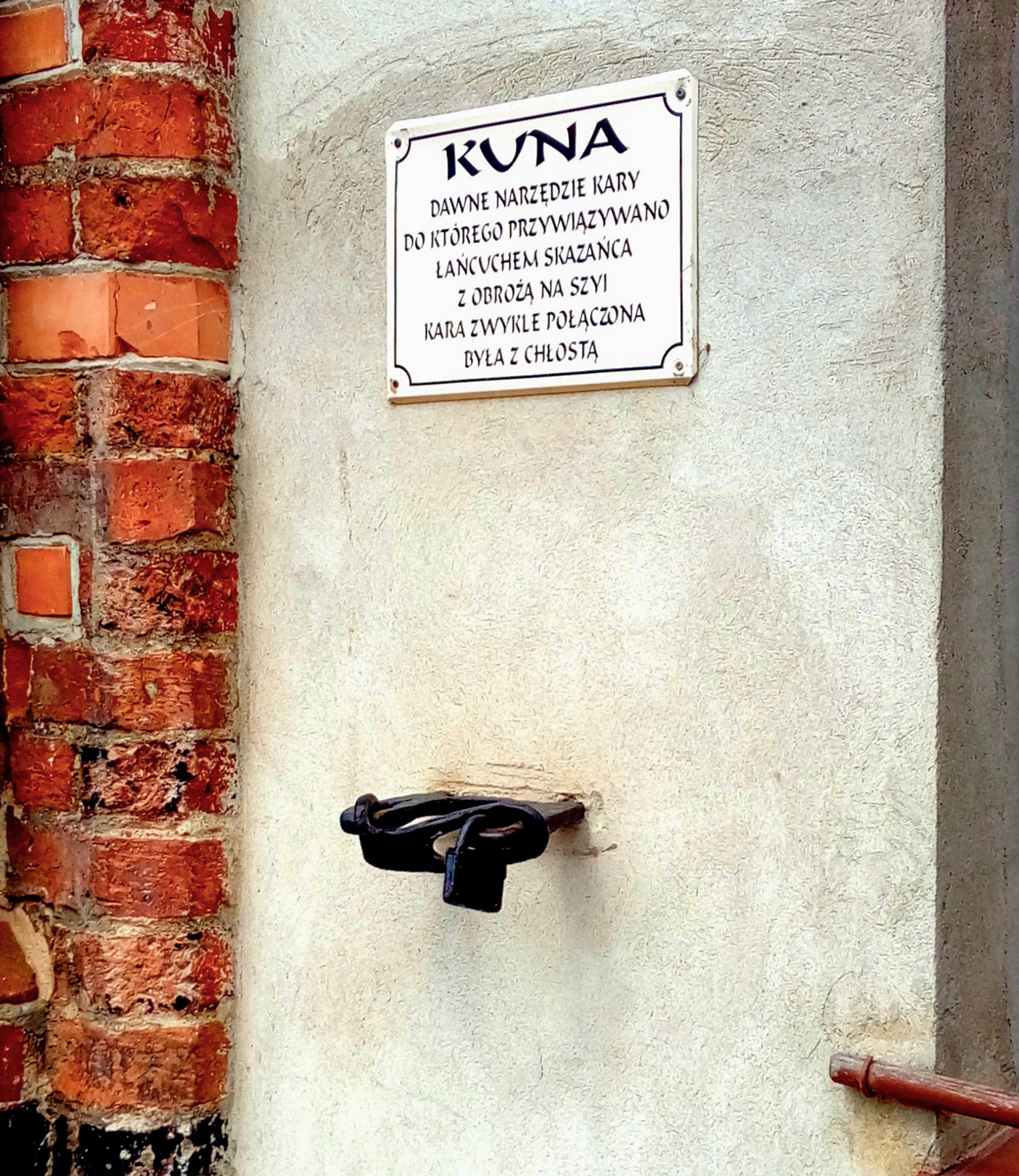
Carcan « fixe » (sans chaine) à Kamień Pomorski (Pologne).

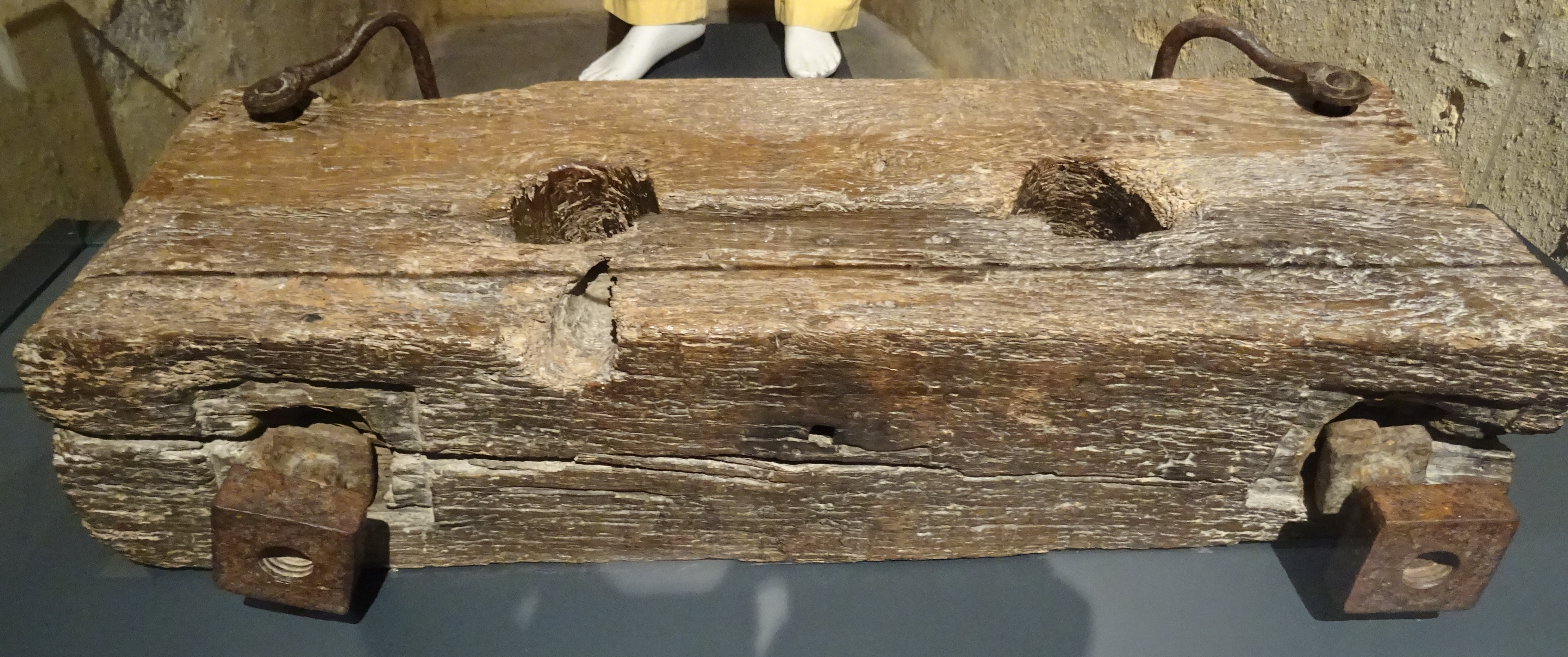
Bois d'entrave (carcan) pour bagnards du Bagne de Brest (Musée de la Marine de Brest).

Après l'abolition du régime féodal à la Révolution, la peine du carcan reste en vigueur en France jusqu'à son remplacement en 1832  par une simple exposition publique dans la cour du palais de justice sans entrave matérielle, peine elle-même supprimée en 1848. Après sa disparition de l'arsenal répressif, le terme reste utilisé au figuré pour signifier un ensemble de contraintes pesant sur la vie quotidienne, par exemple dans l'expression « carcan administratif ». Son sens figuré est cependant moins fort que celui, proche, de joug qui implique, de plus, une soumission, une domination vécue entre personnes.